# Ornithocephalus valerioi
Ornithocephalus valerioi är en orkidéart som beskrevs av Oakes Ames och Charles Schweinfurth. Ornithocephalus valerioi ingår i släktet Ornithocephalus och familjen orkidéer.
Artens utbredningsområde är Costa Rica. Inga underarter finns listade i Catalogue of Life.